# Europass
Europass är en standardiserad mall för curriculum vitae (CV) inom Europeiska unionen. Den kan användas för att sammanfatta en persons utbildning, erfarenheter och andra kompentenser i syfte att exempelvis söka jobb. Syftet med Europass är att underlätta för såväl arbetssökande och arbetstagare som arbetsgivare att jämföra kompetenser mellan olika länder. Användandet av Europass är frivilligt.
Europass inrättades ursprungligen genom ett beslut av Europaparlamentet och Europeiska unionens råd den 15 december 2004. Det nuvarande regelverket antogs den 18 april 2018.